# Château d'Aguas Mansas
Le château d'Aguas Mansas est un château située dans la municipalité d'Agoncillo, dans la communauté autonome de La Rioja en Espagne.
Sa construction remonte aux XIIIe et XIVe siècles. Il possède un plan rectangulaire avec quatre tours carrées dans les coins. Les murs et les tours sont couronnées de mâchicoulis.
La croix de l'Ordre de Calatrava apparaît au-dessus du portail de la façade orientale comme signe d'appartenance à cet ordre. Ses dépendances restaurées accueillent aujourd'hui les bureaux de la mairie.

## Protection
Le château fait l’objet d’un classement en Espagne au titre de bien d'intérêt culturel depuis le 9 mars 1983.

### Source
- (es) Cet article est partiellement ou en totalité issu de l’article de Wikipédia en espagnol intitulé « Castillo de Aguas Mansas » (voir la liste des auteurs).